# Derekan
Derekan is een bestuurslaag in het regentschap Semarang van de provincie Midden-Java, Indonesië. Derekan telt 1857 inwoners (volkstelling 2010).